# Russell Bentley
Russell Bentley (en russe : Рассел Бентли), né Russell Bonner Bentley III le 20 juin 1960 à Austin et mort en avril 2024 dans l'oblast de Donetsk, aussi connu sous son nom de guerre Texas (en russe : Техас) et sous le surnom Donbass Cowboy, est un combattant américain engagé aux côtés des forces séparatistes de la république populaire de Donetsk lors de la guerre du Donbass.
Avant ses activités dans le Donbass, il est cultivateur et vendeur de marijuana et milite pour sa légalisation. Reconnu coupable de trafic de drogue, il passe cinq ans en prison et plusieurs années en cavale. Communiste revendiqué, il s'engage dans les forces séparatistes pro-russes en 2014, combattant notamment dans le bataillon Vostok. Il est également vidéaste web sur YouTube jusqu'à la suppression de sa chaîne début 2022 et travaille pour l'agence de presse Sputnik en tant que correspondant de guerre. 
Il disparaît début avril 2024 puis est retrouvé mort près de Donetsk, vraisemblablement tué par des soldats russes. Il est révélé par la suite qu'il a été torturé et assassiné dans un centre de détention russe.

## Biographie

### Jeunesse
Russell Bonner Bentley III naît le 20 juin 1960 à Austin et grandit à Highland Park, au Texas, jusqu'à l'âge de huit ans. Il commence à lire de la littérature de gauche, notamment des ouvrages de Che Guevara et Hô Chi Minh, à l'adolescence et devient un militant socialiste. À 16 ans, il suit les cours au lycée pendant un semestre avant d'abandonner. Il obtient ensuite son General Educational Degree et, à 20 ans, est convaincu par son père de rejoindre l'Armée de terre américaine. Il sert sous les drapeaux durant trois ans et est stationné en Louisiane et en Allemagne. Après avoir été honorablement libéré de l'armée, il déménage à South Padre Island où il travaille comme serveur,.

### Militantisme en faveur de la marijuana, condamnation pour trafic de drogue et emprisonnement
En 1990, Bentley déménage à Minneapolis. Travaillant initialement comme bûcheron, il trouve plus facile de vendre de la marijuana. Il devient un militant pour la légalisation du cannabis, rejoignant l'Organisation nationale pour la réforme des lois sur la marijuana et le Grassroots Party (en), favorable à la légalisation. À 30 ans, lors des élections de 1990, il se présente comme candidat pour le poste de sénateur, avec l'étiquette du Grassroots Party, et recueille 1,65 % des voix. Au milieu des années 1990, Bentley se rend également à Cuba, où il adopte l'idéologie communiste,. En février 1996, la police perquisitionne sa maison et il est arrêté pour trafic de drogue. Il est condamné à une peine de cinq ans et trois mois de prison. Alors qu'il doit être libéré fin 1999, Russell Bentley s'évade de prison en août 1999. Il vit en fugitif jusqu'en 2007, date à laquelle il est capturé et envoyé dans une prison de haute sécurité pour purger le reste de sa peine. Il est libéré de prison l'été suivant,.

### Engagement aux côtés des séparatistes prorusses du Donbass
Au début des années 2010, il se reconvertit dans le paysagisme et s'installe à Austin. En 2014, Bentley travaille comme arboriculteur à Round Rock, au Texas.
C'est à ce moment-là qu'il commence à visiter des sites internet relayant la propagande russe, qui lui présentent une version biaisée du mouvement de l'Euromaïdan. Il est convaincu que la Russie lutte contre les « éléments pro-nazis en poste à Kiev » en annexant la Crimée et en alimentant la guerre dans le Donbass. Il dit avoir vu des images d'un bombardement ukrainien à Louhansk, ce qui l'aurait convaincu de s'engager dans les combats.
Il abandonne alors sa vie aux États-Unis, notamment la relation qu'il entretient avec une professeure de yoga, et rejoint les forces séparatistes prorusses du Donbass à Donetsk, en Ukraine, motivé par le désir de combattre les forces ukrainiennes. Il arrive à Donetsk le 7 décembre 2014 et utilise le financement participatif pour réunir les fonds nécessaires à sa participation au conflit. Il met notamment en place une campagne GoFundMe pour financer son déménagement dans l'est de l'Ukraine, dans le cadre d'une prétendue « mission d'enquête dans le Donbass ». il rejoint le bataillon Vostok mais ne participe activement aux combats que durant six mois. 
Il devient ensuite correspondant de guerre pour l'agence de presse d’État russe Sputnik. En parallèle, il publie sur différentes plateformes de médias sociaux des récits de guerre teintés de propagande et d'ultranationalisme russe. Son origine américaine, son accent texan et son aisance face aux caméras le rendent populaire et constituent un atout pour les autorités russes, leur permettant de toucher à la fois l'opinion publique russe et d'influencer les citoyens occidentaux. Il est ainsi la « preuve vivante que l’idéologie russe avait aussi fait des émules en Occident et même aux États-Unis ». Il apparaît fréquemment en compagnie d'Alina Lipp, autre correspondante de guerre pro-Kremlin. 
En 2020, il obtient la citoyenneté russe, après s'être converti, quatre ans plus tôt, au christianisme orthodoxe. Il adopte le nom de guerre « Texas » et se fait également surnommer « Donbass Cowboy ». Il épouse également une femme russe, Lioudmila. 
Sa chaîne YouTube, sur laquelle il diffuse également le contenu qu'il produit, est fermée en 2022.

### Disparition et mort
Russell Bentley disparaît le 8 avril 2024. Ce jour-là, il se rend sur les lieux d'une frappe ukrainienne supposée à Donetsk, désirant réaliser des photos et un reportage de propagande. Sa femme arrive sur les lieux une heure et demie plus tard et trouve le véhicule désert, les clés encore à l'intérieur.
Le 12 avril 2024, les médias russes annoncent sa disparition à Donetsk. Le bataillon Vostok confirme sa mort le 19 avril 2024 via les réseaux sociaux ; elle est relayée le même jour par les propagandistes russes, notamment Margarita Simonian. Alexander Khodakovski, l'un des dirigeants de la république populaire autoproclamée de Donetsk, exige sur sa chaîne Telegram que les meurtriers de Russell Bentley reçoivent une « punition exemplaire », mais il supprime rapidement son message sous la pression des autorités russes. Sa veuve Lioudmila Bentley demande à récupérer son corps le 24 avril 2024. Elle dit ne pas avoir pu y accéder et n'avoir eu aucune preuve de sa mort. Elle demande au président russe Vladimir Poutine de faire quelque chose pour sa situation et de sanctionner les responsables de la mort de son mari. Les blogueurs militaires russes qui commentent le déroulement du conflit en Ukraine critiquent l'état-major russe pour avoir « laissé mourir » Russell Bentley, visant en particulier le ministre de la Défense, Sergueï Choïgou.
Selon des informations apparues sur les réseaux sociaux après sa mort, Bentley aurait été arrêté par des hommes en uniforme militaire (vraisemblablement des soldats de la 5e brigade motorisée de la RPD) alors qu'il filmait les conséquences d'un attentat à la bombe ukrainien contre une unité militaire. Il aurait été pris pour un espion, après quoi il aurait été torturé et tué,. 
Le 16 août 2024, le média russe Astra révèle que Russell Bentley a bien été enlevé par la 5e brigade, peu de temps après être arrivé sur les lieux de la frappe. Ce jour-là, son matériel de tournage est cassé et il est emmené sous la menace à la mine Petrovskaïa, située au sud-ouest de Donetsk, qui joue le rôle de camp de concentration, de centre de torture et de lieu de « remotivation » des soldats russes déserteurs ou blessés. Un soldat affecté à la mine raconte les tortures subies par de nombreux soldats, dont Russell Bentley. Une amie de Lioudmila Bentley affirme qu'il a été torturé à l'électricité, ce que son cœur n'a pas pu supporter, Bentley étant âgé de 64 ans.
Après la mort de Russell Bentley, les autorités russes arrêtent plusieurs hommes soupçonnés d'être responsables des actes commis dans la mine Petrovskaïa, dont le commandant d'une compagnie de la 5e brigade, Andreï Jordanov et deux subordonnés, Vladimir Bajine et Vladislav Agaltsev. L'enquête n'aurait été lancée qu'en raison de l'appel direct de Lioudmila Bentley à Vladimir Poutine, compte tenu de l'influence médiatique de son mari.
En septembre 2024, le Comité d'enquête de la fédération de Russie annonce la fin de son enquête préliminaire sur la disparition de Russell Bentley. Il établit que l'homme a été tué le 8 avril 2024. Son corps aurait ensuite été chargé dans un véhicule, détruit à l'aide d'une charge explosive, avant que les restes de sa dépouille ne soient déplacés. Quatre militaires russes, Vitali Vasniatski, Vladislav Agaltsev, Vladimir Bajin et Andreï Iordanov, sont inculpés dans cette affaire. Ils sont accusés d'« abus d'autorité entraînant la mort », « violences contre des cadavres » et « dissimulation d'un crime ».